# Sottogruppo degli anfiboli di sodio-calcio
Il sottogruppo degli anfiboli di sodio-calcio è un sottogruppo di minerali appartenente al gruppo degli idrossi-fluoro-cloro-anfiboli definito dall'IMA nel 2012.
I minerali che fanno parte del sottogruppo sono i seguenti:
- winchite
- barroisite
- richterite
- catoforite (katophorite)
- taramite
- ferro-winchite
- ferro-barroisite
- ferro-richterite
- ferro-katophorite
- ferro-taramite
- ferri-winchite
- ferri-barroisite
- ferri-katophorite
- ferri-taramite
- ferro-ferri-winchite
- ferro-ferri-barroisite
- ferro-ferri-katophorite
- ferro-ferri-taramite
- fluoro-richterite
- potassic-fluoro-richterite
- ferri-fluoro-katophorite
- fluoro-taramite
- potassic-ferro-ferri-taramite
- potassic-ferro-taramite